# Günter Kraft
Günter Kraft (* 11. Februar 1972 in Stockerau) ist ein österreichischer Politiker (SPÖ) und Maschinenschlosser (Maschinenbautechniker). Kraft war von 2010 bis 2015 Abgeordneter zum Landtag von Niederösterreich.

## Ausbildung und Beruf
Kraft absolvierte zwischen 1987 und 1991 die Ausbildung zum Maschinenschlosser (Maschinenbautechniker) in der Firma Heid AG in Stockerau. Im Jahr 1993 wechselte Kraft in die Kammer für Arbeiter und Angestellte Niederösterreich (AK NÖ). Er war zunächst in der Zentrale Wien in der Abteilung Lehrlings- und Jugendschutz eingesetzt und besuchte 1993 die Betriebsräteakademie der AK NÖ. Danach war er bis 2002 Referent für Lehrlings- und Jugendschutz sowie Arbeits- und Sozialrecht in der Bezirksstelle Tulln, bevor er 2003 zum Leiter der Bezirksstelle Tulln aufstieg. Von 2010 bis März 2015 war Kraft in der Abteilung Betriebsbetreuung und Jugendprojekte in der AKNÖ tätig. Mit Mai 2015 übernahm er die Leitung der AKNÖ Bezirksstelle Tulln.

## Politik
Kraft wirkte zwischen 1995 und 2000 als Gemeinderat der Marktgemeinde Großmugl und wurde im November 1999 Mitglied des Gemeinderates der Stadtgemeinde Tulln. Zwischen November 2002 und Dezember 2008 war er zudem Stadtrat in Tulln und Fraktionssprecher der SPÖ Gemeinderatsfraktion. Seit 2008 ist Kraft wieder Gemeinderat in Tulln, darüber hinaus war er Mitglied im SPÖ Stadtausschuss und Mitglied im SPÖ Bezirksvorstand. Nach dem Mandatsverzicht von Helmut Cerwenka rückte Kraft am 22. April 2010 als Abgeordneter in den Landtag von Niederösterreich nach. Mit September 2010 wurde Günter Kraft zum Vorsitzenden der SPÖ des Bezirks Tulln gewählt. Von 2011 bis 2013 war Kraft Vizebürgermeister der Stadtgemeinde Tulln an der Donau. Hubert Herzog folgte Kraft als Vizebürgermeister und Kraft war weiterhin Mitglied des Gemeinderates Tulln an der Donau. Von 2011 bis Mai 2015 war Günter Kraft Vorsitzender der SPÖ Stadtorganisation Tulln an der Donau. Im SPÖ Landtagsklub war Kraft Sprecher für Arbeitnehmerfragen. Neben der Funktion des Sprechers für Arbeitnehmerfragen im SPÖ Landtagsklub widmete sich Kraft in seinem politischen Wirken den Themen des Bezirkes Tulln.
Nach der Gemeinderatswahl 2015 gehörte Günter Kraft nicht mehr dem Tullner Gemeinderat an. Mit April 2015 schied Kraft aus dem NÖ Landtag aus. Doris Hahn folgte Günter Kraft in den Niederösterreichischen Landtag und Heimo Stopper übernahm den Vorsitz der SPÖ des Bezirks Tulln.

## Ehrenamt und Interessenvertretung
Kraft war in verschiedenen sozialen und interessenspolitischen Vereinen ehrenamtlich tätig. Seit dem Jahr 2012 übt er den Vorsitz vom Volkshilfe Regionalverein Tulln Stadt aus. Er ist Vorsitzender des ARBÖ Ortsklub Tulln. Im Rahmen der gewerkschaftlichen Interessenvertretung übte Kraft in der Sektion 21 (Kammern und Körperschaften) der Gewerkschaft Öffentlicher Dienst die Funktion des Vorsitzenden Stellvertreter aus, bis er 2016 von Herbert Grurl abgelöst wurde.

## Privates
Er ist in Großmugl aufgewachsen, lebt in Tulln an der Donau und ist Vater eines Sohnes.